# Oximorfazona
La oximorfazona es un fármaco analgésico opioide relacionado con la oximorfona. La oximorfazona es un agonista μ-opioide potente y de acción prolongada que se une de manera irreversible al receptor, formando un enlace covalente que evita que se desprenda una vez que se une.  Esto le da un perfil farmacológico inusual, y mientras la oximorfazona tiene solo alrededor de la mitad de la potencia de la oximorfona, con dosis más altas, el efecto analgésico se vuelve extremadamente duradero, con una duración de hasta 48 horas. Sin embargo, la tolerancia a la analgesia se desarrolla rápidamente con dosis repetidas, ya que los receptores opioides activados crónicamente son internalizados rápidamente por las β-arrestinas, similar a los resultados de la unión no covalente por dosis repetidas de agonistas con afinidad de unión extremadamente alta, como lofentanilo.